# Ilskij
Ilskij (ros. Ильский) – osiedle typu miejskiego w Rosji, w Kraju Krasnodarskim, w rejonie siewierskim. W 2010 liczyło 23 781 mieszkańców.